# خطة كولومبيا

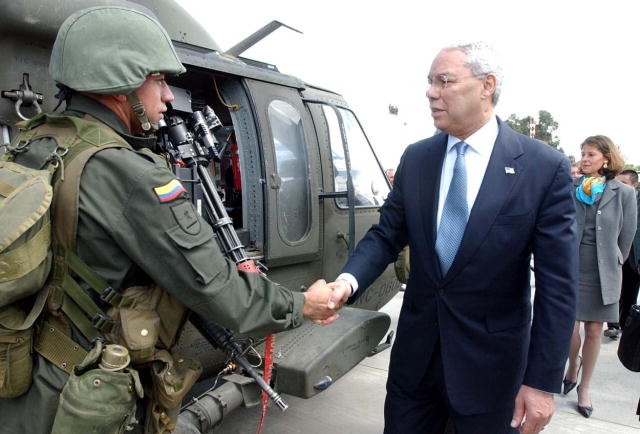

خطة كولومبيا، هو الاسم الذي أُطلق على جهود برنامج المساعدة الخارجية والمبادرات العسكرية والدبلوماسية التي نفذتها الولايات المتحدة الأمريكية في مكافحتها لكارتيلات المخدرات، وجماعات التمرد اليسارية في كولومبيا. وضعت إدارة الرئيس أندريس باسترانا أرانغو والرئيس الأمريكي بيل كلينتون تفاصيل الخطة في العام 1999، وأُقرّت كقانون في الولايات المتحدة الأمريكية في العام 2000. كان من الأهداف الرئيسية المُعلنة لخطة كولومبيا هو إنهاء النزاع الكولومبي المسلّح من خلال زيادة الدعم والتدريب للجيش الكولومبي والقوات شبه العسكرية إضافةً إلى تطبيق إستراتيجية مكافحة الكوكائين لإنهاء زراعة محصول الكوكا. يُنسب للخطة الفضل جزئيّاً في إضعاف القوات المسلحة الثورية الكولومبية (فارك) مقابل الجيش الكولومبي الحكومي، وهبوط إنتاج الكوكائين بنسبة 72% بين الأعوام 2001 و2012. في صيغتها الأولية، بقيت خطة كولومبيا في حيّز التنفيذ حتى العام 2015، إذ سعت من خلالها حكومتا كولومبيا والولايات المتحدة الأمريكية لتطبيق إستراتيجية جديدة نتيجةً لمحادثات السلام بين الحكومة الكمبودية والقوات المسلحة الثورية الكولومبية (فارك). أطلق على البرنامج الجديد اسم «سلام كولومبيا» والذي هدف إلى تقديم الدعم لكولومبيا بعد تنفيذ اتفاقية السلام بين الحكومة وفارك في العام 2017.
يعتبر صانعو السياسات في البلدين الخطة دليلًا على نجاح السياسة الخارجية الأمريكية. تنسب الحكومة الكولومبية الفضل لهذه الخطة في تحسين حال كولومبيا بالنظر إلى وضع البلاد المتهلهل في بداية القرن الواحد والعشرين.

## خطة كولومبيا الأصلية
كشف الرئيس الكولومبي أندريس باسترانا عن النسخة الأصلية من خطة كولومبيا في العام 1999. بدايةً، اقترح باسترانا «مشروع مارشال في كولومبيا» خلال خطابٍ ألقاه في فندق تيكينداما في بوغوتا في 8 يونيو 1998، تقريبًا بعد أسبوع من الجولة الأولى في الانتخابات الرئاسية التي جرت في تلك السنة.
وفقًا لباسترانا
«تشكّل محاصيل المخدرات أزمة اجتماعية لا يمكن البتّ فيها سوى بحلّ عسكري. على البلدان المتقدمة أن تمدّ يد العون إلينا لتطبيق خطة على غرار «مشروع مارشال» في كولومبيا، وهو الأمر الذي سيُتيح لنا فرصة استثمار أكبر في الميدان الاجتماعي، وتقديم بدائل لمزارعينا عن المحاصيل المخالفة للقانون».
بعد تنصيب باسترانا رئيسًا، كانت أحد الأسماء المطروحة لهذه المبادرة في مراحلها الأولى هي «خطة السلام لكولومبيا»، والتي عرّفها الرئيس باسترانا على أنها: «مجموعة مشاريع تنموية بديلة توجه الجهود المشتركة للمنظمات متعددة الأطراف والحكومات الأجنبية باتجاه المجتمع الكولومبي». لم تكن خطة كولومبيا الأصلية التي اقترحها باسترانا تهدف إلى مكافحة الإتجار بالمخدرات أو التمويل العسكري أو عمليات الحرق، ولكنها شددت على الإبادة اليدوية لمحاصيل المخدرات كبديل أمثل.
خلال اجتماع انعقد في 3 أغسطس 1998، ناقش كلّ من الرئيس باسترانا والرئيس الأمريكي بيل كلينتون إمكانية «الحصول على زيادة في التمويل الأمريكي لمشاريع مكافحة المخدرات، وتنمية اقتصادية مستدامة، وحماية حقوق الإنسان، والدعم الإنساني، وتشجيع الاستثمارات الفردية، والانضمام إلى الداعمين الآخرين والمؤسسات الاقتصادية الدولية لتعزيز النمو الاقتصادي لكولومبيا». تواصلت الجهود والاتصالات الدبلوماسية بين البلدين بهذا الصدد حتى نهاية العام 1998 وخلال العام 1999.
بالنسبة للرئيس باسترانا، بات من الضروري إيجاد وثيقة رسمية محددة «تفيد في الحصول على التمويل الضروري من الولايات المتحدة الأمريكية، وغيرها من الدول والمنظمات الدولية» والتي تعالج المخاوف الأمريكية بشكل كافٍ. كما وضعت الحكومة الكولومبية بعين الاعتبار أنه عليها أن تعيد العلاقات الثنائية مع أمريكا والتي شهدت تدهورًا حادّاً خلال فترة الرئيس السابق إرنستو سامبر (1994-1998). وفقًا لباسترانا، فقد اقترح نائب وزير الخارجية الأمريكي توماس آر بيكيرنغ أن الولايات المتحدة الأمريكية قد تلتزم مبدئيّاً بتقديم التمويل لمدة ثلاث سنوات، بدلًا من حُزم المساعدات السنوية.
نتيجةً لهذه الاتصالات، كانت المساهمة الأمريكية شاملةً، ولهذا السبب كانت المسوّدة الأصلية للخطة مكتوبة باللغة الإنجليزية لا الإسبانية؛ ولم تظهر النسخة الإسبانية من الخطة سوى «بعد عدة أشهر من دخول النسخة الإنجليزية في حيّز التنفيذ». لطالما أشار المراقبون ومنتقدو الخطة إلى الفروقات الظاهرة بين النسخ الأولية والمسودات التالية. كان الهدف الأصلي للخطة هو تحقيق السلام وإنهاء حالة العنف ضمن سياق محادثات السلام الجارية بين حكومة الرئيس باسترانا ومسلّحي فارك، تبنيّاً للمبدأ القائل إن «جذور العنف تضرب عميقاً في التهميش الاقتصادي وعدم المساواة والفقر».
اعتُبرت النسخة الأخيرة من خطة كولومبيا مختلفةً إلى حدّ كبير عن المسودات الأولى، بما أنها راحت تشدّد على مكافحة الإتجار بالمخدرات وتعزيز قوة الجيش. عندما طرحت النسخة الأخيرة من الخطة للنقاش في مجلس الشيوخ الأمريكي، تكلّم السيناتور جو بايدن كأحد الأصوات المنادية بتبني إستراتيجية أكثر تشددًا.
يذكر السفير روبرت وايت:
«إذا قرأت خطة كولومبيا الأصلية، وليس تلك المكتوبة في واشنطن، فلن ترى ذِكرًا للحملات العسكرية ضد ثوّار القوات المسلحة الثورية الكولومبية (فارك). على العكس تمامًا، فالرئيس باسترانا يقول إن فارك هي جزء من تاريخ كولومبيا وظاهرة تاريخية، ويجب التعامل مع ثائريها على أنهم مواطنون كولومبيون... يأتي الكولومبيون ويطلبون منكم الخبز، ولكنكم كأمريكان، تعطونهم الأحجار».
في آخر حزمة تمويل قدّمتها الولايات المتحدة الأمريكية، ذهبت نسبة 78.12% من الأموال في سنة الـ 2000 إلى الجيش الكولومبي وشرطة مكافحة المخدرات والعمليات العسكرية.
أقرّ الرئيس باسترانا أن معظم الدعم الأمريكي المقدّم لكولومبيا ركّز في المقام الأول على الجيش ومكافحة المخدرات (68%)، ولكنه حاجج بأن هذه النسبة لم تبلغ سوى 17% من مجموع المبلغ الإجمالي للدعم الأمريكي ضمن خطة كولومبيا. كان باقي الدعم منصبّاً على التنمية الاجتماعية، وهو ما تكفلت به المنظمات الدولية وأوروبا واليابان وكندا وأمريكا اللاتينية وكولومبيا نفسها. على ضوء هذه المعطيات، يرى باسترانا أن النقد الموجّه للخطة على أنها «عسكرية التوجّه» نقد غير منصف، وهو ما قام به منتقدو الخطة من المواطنيين الكولومبيين والمنتقدين الخارجيين الذين اقتصر تركيزهم على المساهمة الأمريكية في الخطة.